# William Bonaparte-Wyse

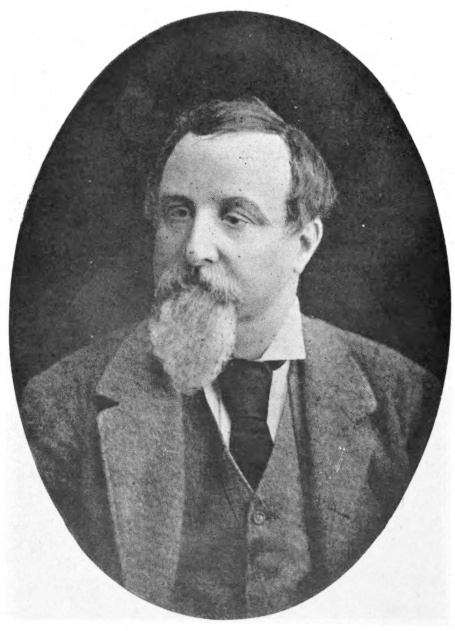
William Bonaparte-Wyse

William-Charles Bonaparte-Wyse (* 20. Januar 1826 in Waterford; † 3. Dezember 1892 in Cannes) war ein irischer Dichter okzitanischer Sprache.

## Leben und Werk
Bonaparte-Wyse war der in Irland geborene Sohn von Lætitia Bonaparte (1804–1871) und Sir Thomas Wyse (1791–1862) und damit Enkel von Lucien Bonaparte sowie Neffe des Sprachwissenschaftlers  Louis Lucien Bonaparte. Er freundete sich mit Frédéric Mistral an und veröffentlichte 1868 unter dem Titel Li Parpaioun blu („Die blauen Schmetterlinge“) Dichtung in okzitanischer Sprache (mit französischer Übersetzung). Er wurde 1876 als einziger Ausländer Majoral (Akademiemitglied, Sitz: Cigalo d’Irlando) des Félibrige. Der 1882 erschienene Band „Die Spuren der Prinzessin“ gab seiner persönlichen Zerrissenheit zwischen dem heimatlichen Norden (Irland) und dem geliebten Süden (Provence) Ausdruck.

## Werke
- Pouesio prouvençalo. Li Parpaioun blu. Gros fraire, Avignon 1868. (Vorwort von Frédéric Mistral).
- Li Piado de la Princesso. I. W. N. Keys, Plymouth 1882. (Vorwort von Alphonse Roque-Ferrier)